# نائب رئيس الوزراء في سوريا
The Deputy Prime Minister of Syria (اللغة العربية: نائب رئيس الوزراء السوري) is the deputy to the رئيس وزراء سوريا, who is head of the مجلس وزراء سوريا, and a member of the مجلس وزراء سوريا. The deputy prime minister is the second highest ranking member of the Council of Ministers. In the نظام شبه رئاسي of government, the رئيس وزراء سوريا is treated as the "first among equals" in the cabinet; the position of deputy prime minister is used to bring political stability and strength within a government or in times of national emergency, when a proper chain of command is necessary
نائب رئيس الوزراء السوري هو عضو في مجلس الوزراء وينوب عن رئيس الوزراء في حال غيابه يتم تعيينه ضمن الحكومة ويقوم باداء القسم مع الحكومة المشكلة

## الوزراء في المنصب
- علي عبد الله أيوب
- بشير العظمة
- رشاد برمدا
- عبدالله الدردري
- لطفي الحفار
- محمد الحسين
- عبد الحليم خدام
- وليد المعلم
- عبد القادر قدورة
- خالد رعد
- فاروق الشرع
- مصطفى طلاس
- سليم ياسين [1]